# Quốc gia thành viên Liên minh các Quốc gia Nam Mỹ
Liên minh các quốc gia Nam Mỹ (tiếng Anh: USAN, Bồ Đào Nha: UNASUL, (Hà Lan: UZAN, Tây Ban Nha: UNASUR) hiện tại gồm 12 quốc gia thành viên có đầy đủ quyền lợi gia nhập ngày 08 tháng 12 năm 2004. Trong số đó, có bốn quốc gia là thành viên Cộng đồng các quốc gia dãy Andes (CAN), bốn nước khác tham gia Mercosur.

## Danh sách thành viên
| Quốc kỳ                       | Quốc huy | Tên thông thường | Tên chính thức                | Dân số      | Diện tích (km²) | Thủ đô                                     |
| ----------------------------- | -------- | ---------------- | ----------------------------- | ----------- | --------------- | ------------------------------------------ |
| Argentina                     |          | Argentina        | Cộng hòa Argentina            | 40,482,000  | 2,780,403       | Buenos Aires                               |
| Bolivia                       |          | Bolivia          | Cộng hòa Bolivia              | 9,119,152   | 1,098,581       | Sucre (theo hiến pháp) La Paz (hành chính) |
| Brasil                        |          | Brasil           | Cộng hòa Liên bang Brazil     | 196,342,592 | 8,514,877       | Brasília                                   |
| Chile                         |          | Chile            | Cộng hòa Chile                | 16,763,470  | 756,950         | Santiago                                   |
| Colombia                      |          | Colombia         | Cộng hòa Colombia             | 44,760,630  | 1,141,748       | Bogotá                                     |
| Ecuador                       |          | Ecuador          | Cộng hòa Ecuador              | 13,922,000  | 256,370         | Quito                                      |
| Guyana                        |          | Guyana           | Tập thể Cộng hòa Guyana       | 858,863     | 214,999         | Georgetown                                 |
| Paraguay                      |          | Paraguay         | Cộng hòa Paraguay             | 6,158,000   | 406,752         | Asunción                                   |
| Perú                          |          | Peru             | Cộng hòa Peru                 | 29,180,900  | 1,285,220       | Lima                                       |
| Suriname                      |          | Suriname         | Cộng hòa Suriname             | 470,784     | 163,821         | Paramaribo                                 |
| Uruguay                       |          | Uruguay          | Cộng hòa Đông Uruguay         | 3,477,779   | 176,215         | Montevideo                                 |
| Venezuela                     |          | Venezuela        | Cộng hòa Venezuela Bolivaria  | 28,199,822  | 916,445         | Caracas                                    |
| Liên minh các Quốc gia Nam Mỹ |          | 12               | Liên hiệp các quốc gia Nam Mỹ | 384.381.000 | 17.715.335      | -tất cả-                                   |